# Stiefenhofen
Stiefenhofen (westallgäuerisch Schtiefəhofə) ist eine Gemeinde im bayerisch-schwäbischen Landkreis Lindau (Bodensee).

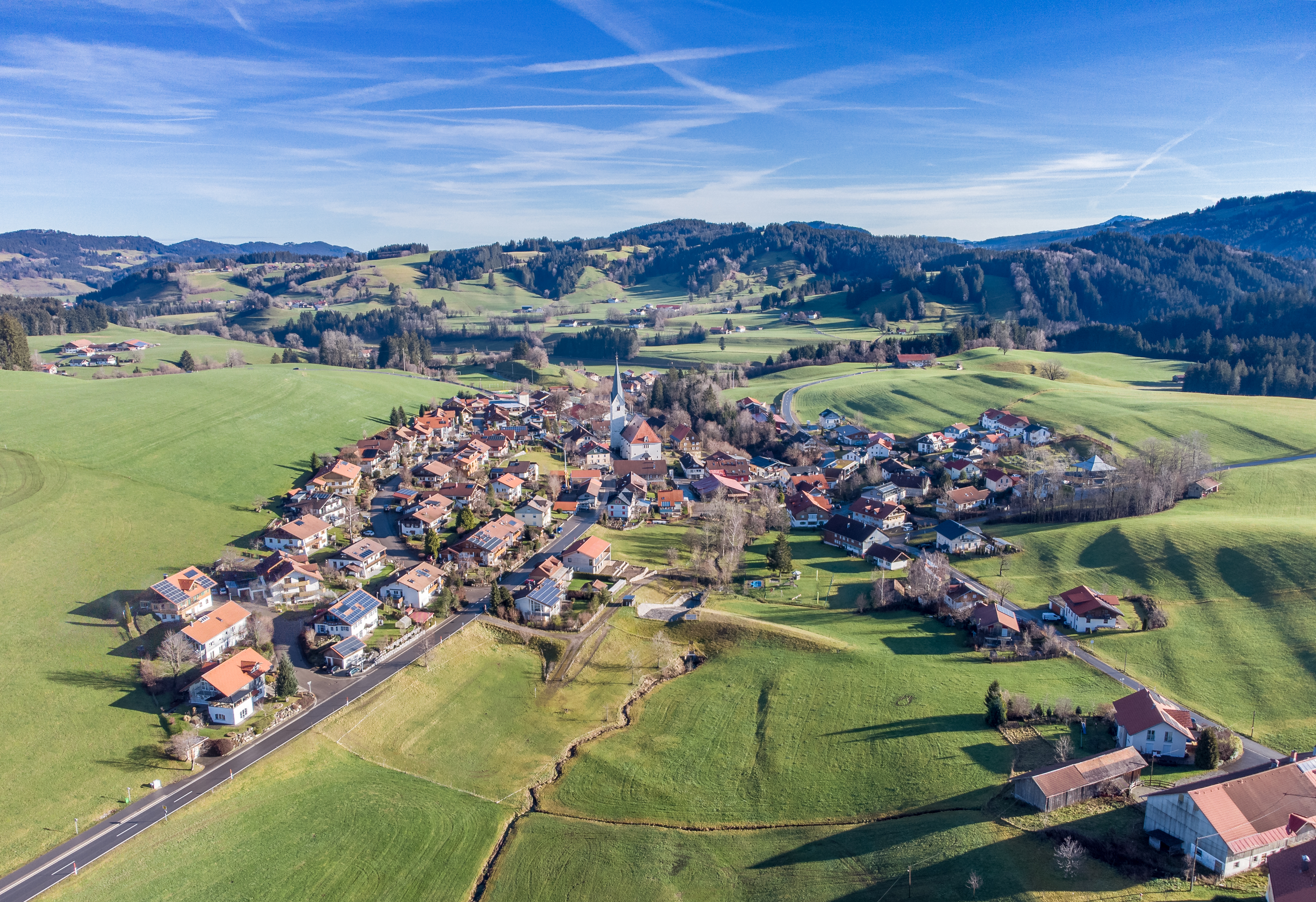
Stiefenhofen von Westen aus gesehen

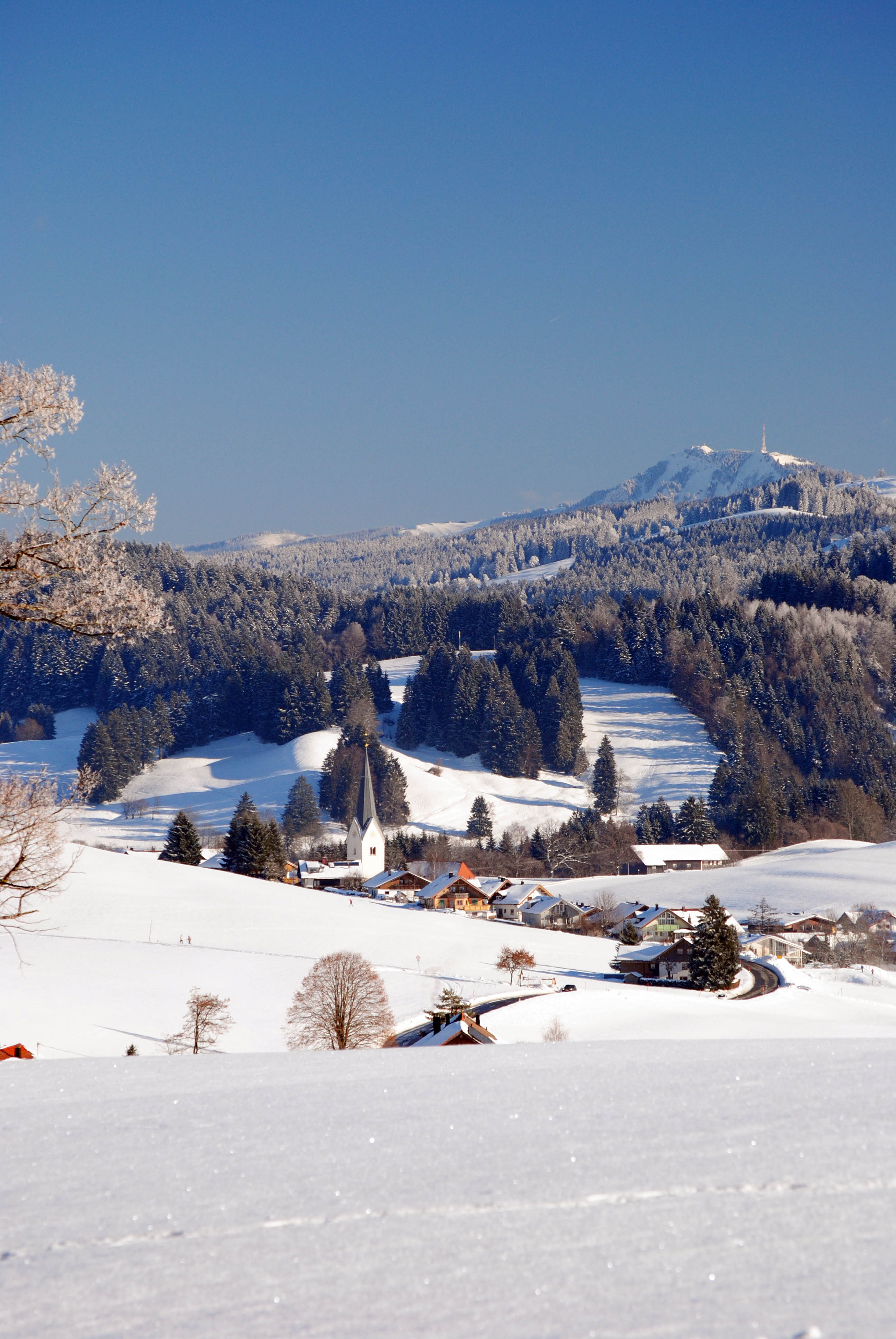
Stiefenhofen mit dem Berg Grünten im Hintergrund

## Geografie

### Lage und Gemarkungen
Die Gemeinde liegt in der Region Westallgäu unweit des Bodensees. Es gibt die Gemarkungen Harbatshofen (47° 36′ N, 10° 0′ O) und Stiefenhofen. Der tiefste Punkt der Gemeinde liegt auf 730 m ü. NHN, der höchste auf 1116 m ü. NHN.

### Gemeindeteile
Es gibt 26 Gemeindeteile (in Klammern ist der Siedlungstyp angegeben):
- Aich (Weiler)
- Balzhofen (Dorf)
- Berbruggen (Weiler)
- Buch (Weiler)
- Burkatshofen (Dorf)
- Genhofen (Kirchdorf)
- Gschwend (Einöde)
- Hahnschenkel (Weiler)
- Harbatshofen (Dorf)
- Hertnegg (Einöde)
- Holzleute (Weiler)
- Hopfen (Dorf)
- Iringshofen (Einöde)
- Isenbretshofen (Weiler)
- Jungensberg (Dorf)
- Lautenberg (Weiler)
- Mittelhofen (Weiler)
- Mutten (Dorf)
- Oberthalhofen (Dorf)
- Ranzenried (Weiler)
- Rutzhofen (Dorf)
- Schwanden (Einöde)
- Stiefenhofen (Pfarrdorf)
- Trabers (Weiler)
- Unterthalhofen (Dorf)
- Wolfsried (Dorf)

Die Einöden Hinteregg, Lerchenmühle, Rastmühle und Tobelmühle sind keine amtlich benannten Gemeindeteile.

### Nachbargemeinden
|                   | Grünenbach                                  | Weitnau        |
| Weiler-Simmerberg | Kompassrose, die auf Nachbargemeinden zeigt | Missen-Wilhams |
| Oberreute         | Oberstaufen                                 |                |

## Geschichte

### Bis zur Gemeindegründung
In einer Sankt Galler Urkunde aus dem Jahr 868 wird der Ort Stoufun erwähnt. 883 nennt eine andere Sankt Galler Urkunde STIVUNHOVARO MARCHA (=Stiefenhofen).
Im Alten Reich war die heutige Gemeinde Stiefenhofen auf verschiedene Territorien verteilt:
- Grafschaft Rothenfels (Haus Königsegg, Schwäbischer Kreis): Stiefenhofen, Aich, Buch, Genhofen, Hahnschenkel, Hopfen, Iringshofen, Mutten, Ranzenried, Schwanden, Trabers, Wolfsried
- Herrschaft Bregenz (Vorderösterreich, Österreichischer Kreis)
  - Gericht Grünenbach: Harbatshofen, Hertnegg, Holzleute, Isenbretshofen, Lautenberg, Mittelhofen, Rutzhofen
  - Gericht Simmerberg: Balzhofen, Berbruggen, Burkatshofen
  - Gericht Hohenegg (= ehemalige Herrschaft Hohenegg): Gschwend, Jungensberg, Oberthalhofen, Unterthalhofen

Anfang des 19. Jahrhunderts kamen die Orte zum Königreich Bayern. Im Zuge der Verwaltungsreformen in Bayern entstand mit dem Gemeindeedikt von 1818 die Gemeinde Stiefenhofen.

### Gebietsreform
In Folge der Gebietsreform in Bayern wurde am 1. Juli 1970 die Gemeinde Harbatshofen eingemeindet. Gleichzeitig wurden Gebietsteile an den Markt Oberstaufen abgetreten.
Am 1. Juli 1972 wurde die Gemeinde aus dem damaligen Landkreis Sonthofen ausgegliedert und in den Landkreis Lindau (Bodensee) integriert.

### Einwohnerentwicklung
Auf dem Gebiet der Gemeinde wurden folgende Einwohner gezählt:
| Jahr      | 1961 | 1970 | 1987 | 1991 | 1995 | 2000 | 2005 | 2010 | 2015 | 2020 |
| Einwohner | 1589 | 1557 | 1498 | 1628 | 1612 | 1665 | 1719 | 1788 | 1842 | 1916 |

Zwischen 1988 und 2018 wuchs die Gemeinde von 1508 auf 1857 um 349 Einwohner bzw. um 23,1 %.

## Politik

### Gemeinderat
Nach der Wahl 2020 hat der Gemeinderat 12 Mitglieder. Darunter sind drei Frauen.

### Bürgermeister
Erster Bürgermeister ist seit 2020 Christian Hauber (Liste Zukunft Stiefenhofen), er wurde 2020 zu seiner ersten Amtsperiode gewählt.
2. Bürgermeister ist Markus Mohr und 3. Bürgermeister ist Christoph Fleschhut.

### Wappen
|                         | Blasonierung: „Schräg geteilt von Silber und Blau; oben ein schräger schwarzer Stufenbalken, unten ein goldener Vogel (Kreuzschnabel).“ |
| Wappenführung seit 1973 | |

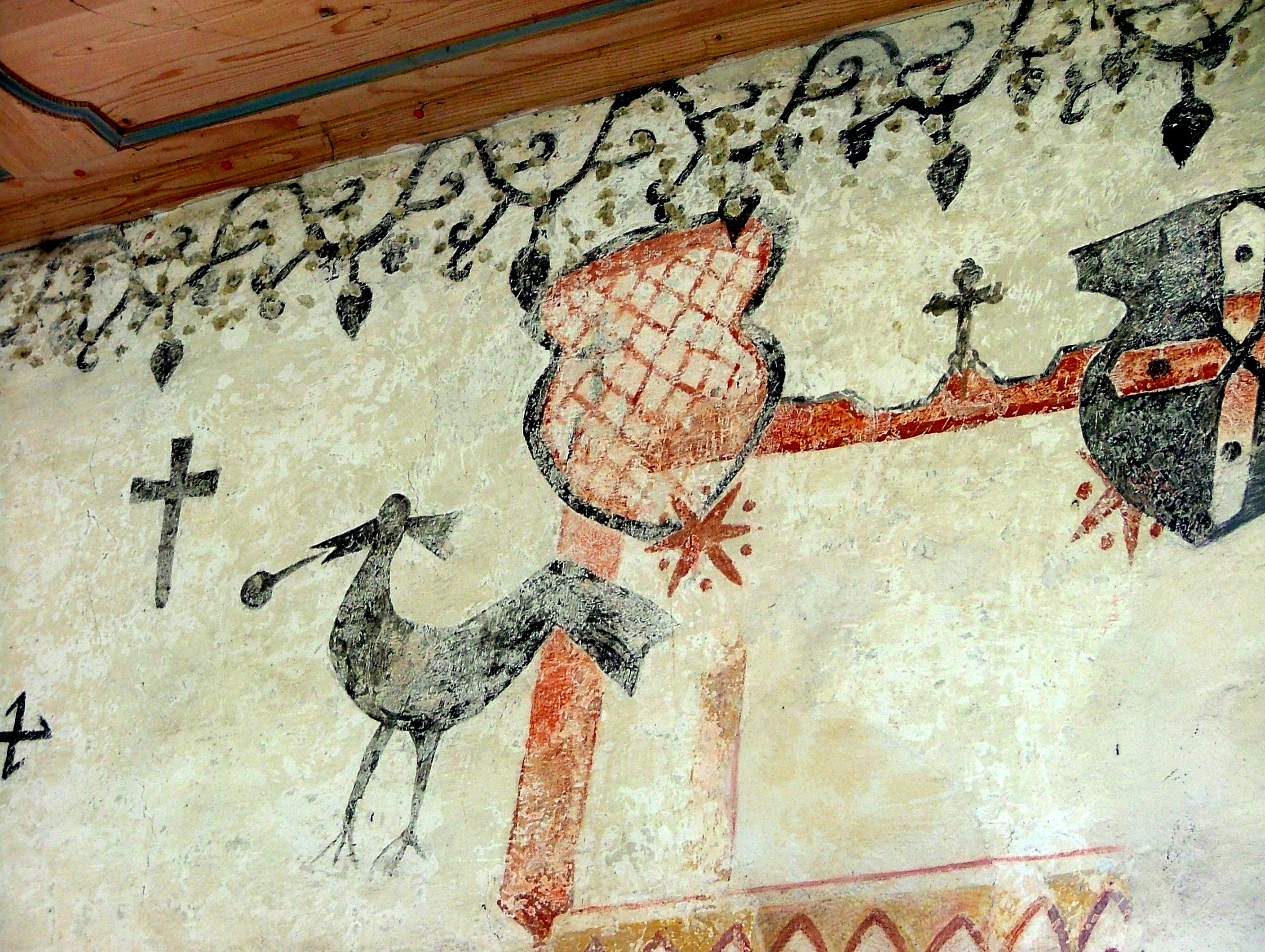
Vorlage des Wappenvogels aus der Genhofner St. Stephanskirche

Die Motive des Kreuzschnabels wie des Stufenbalkens wurden von Fresken des 16. Jahrhunderts in der Genhofner St. Stephanskirche übernommen.

## Kultur und Sehenswürdigkeiten

### Stephanskapelle in Genhofen

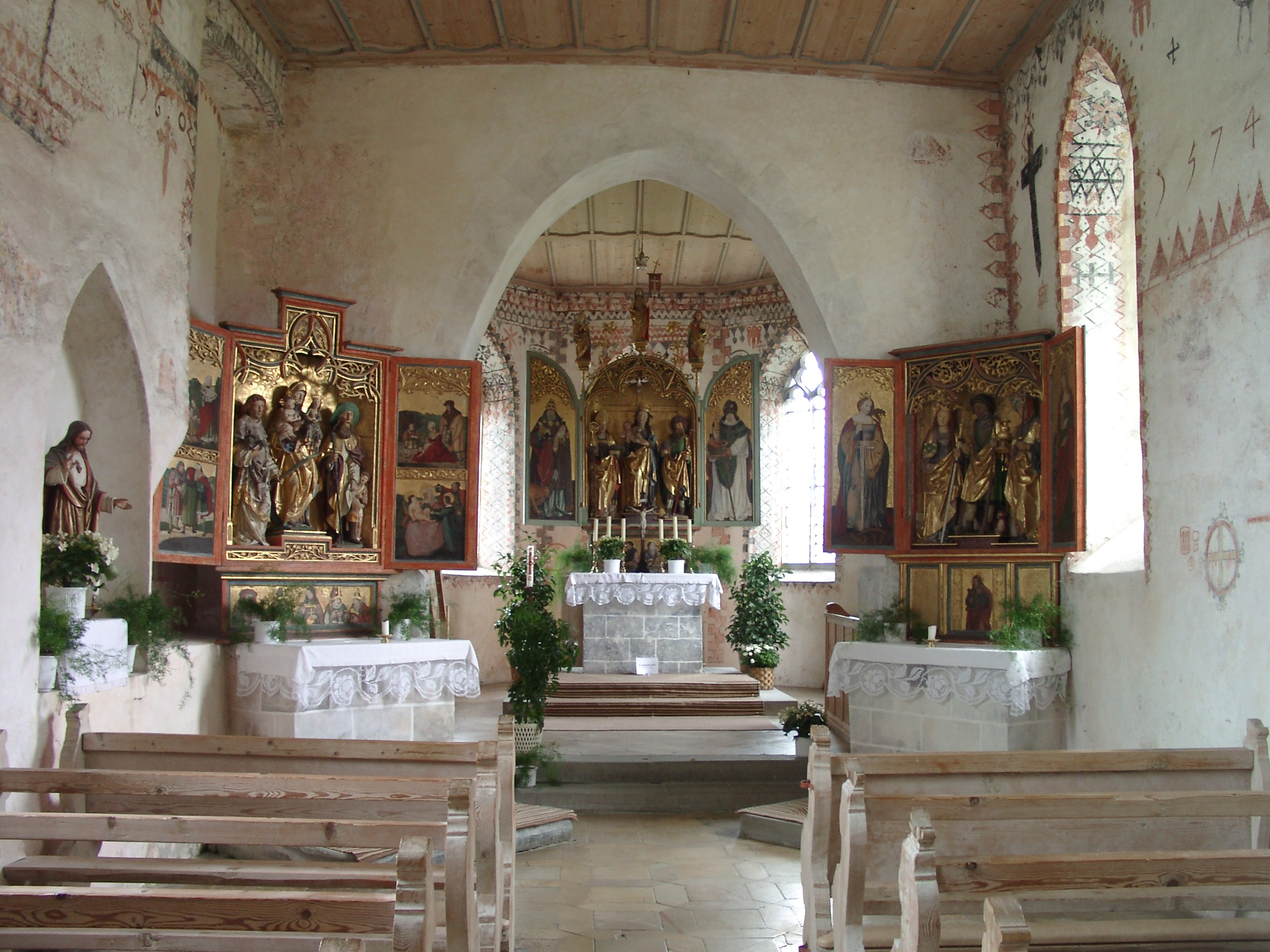
Spätgotischer Innenraum der Stephanskapelle in Genhofen

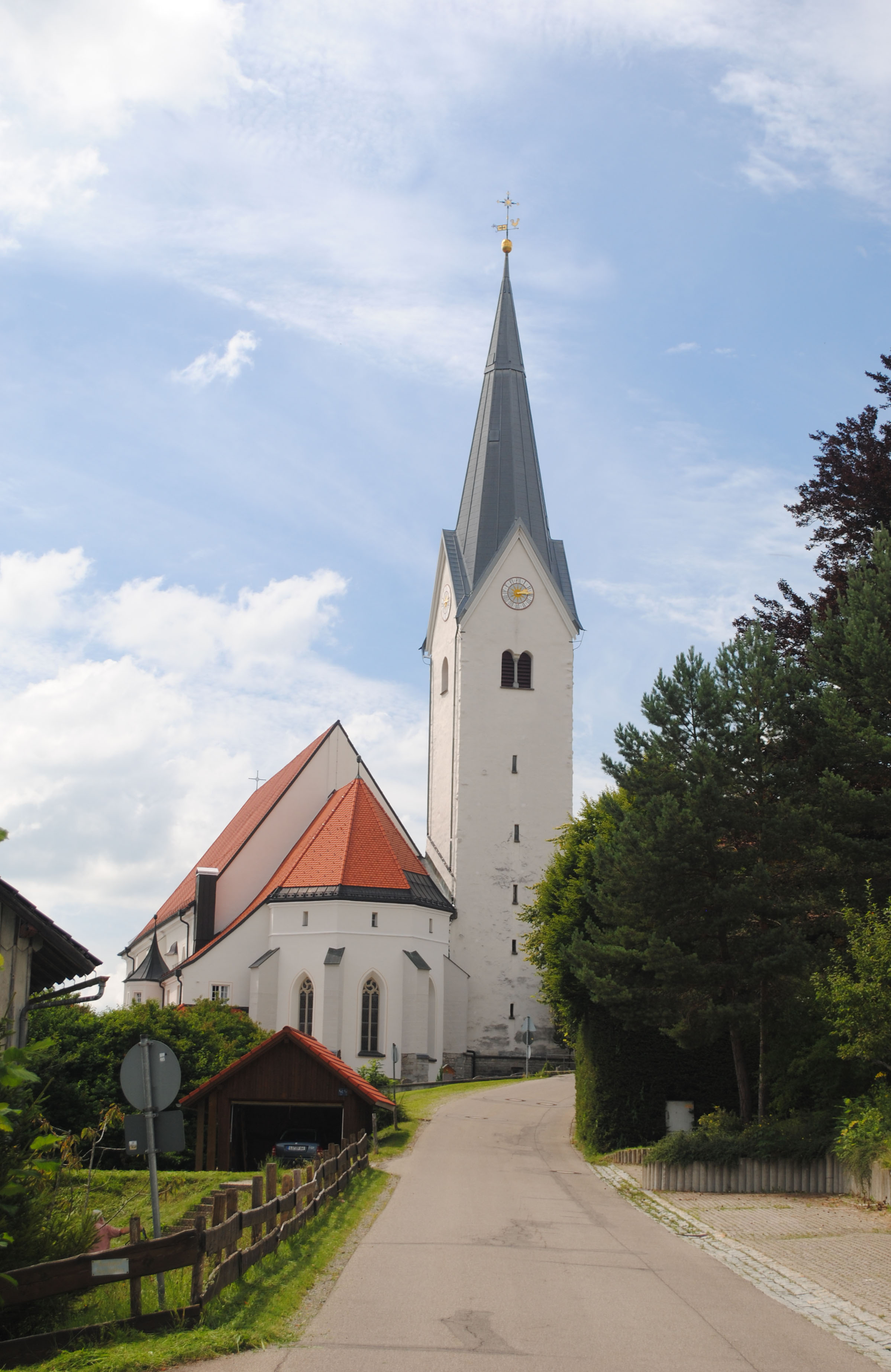
St. Martin in Stiefenhofen

Der Gemeindeteil Genhofen liegt an einer wichtigen historischen Durchgangsstraße, die vermutlich schon um das Jahr 250 von den Römern angelegt wurde. Im Mittelalter wurde hier Salz, das damalige „weiße Gold“, von Immenstadt nach Simmerberg transportiert. Genhofen lag vor dem gefürchteten Anstieg auf den Hahnschenkel. In diesem Zusammenhang entstand die Stephanskapelle mit ihren weitgehend im Original erhaltenen Fresken aus dem späten 15. und 16. Jahrhundert. Ihr Bauherr war Magister Conrad Schilling. Von bemerkenswerter Qualität sind die drei spätgotischen Flügelaltäre im Innern. Die Bilder des Choraltars stammen von Adam Schlan(t)z, dem Hofmaler des Fürstabts von Kempten. Die Plastiken werden Michael Zeynsler († nach 1559) zugeschrieben; sie zeigen den Augsburger Bischof St. Ulrich, Maria mit Kind und den Apostel Jakobus den Älteren. Neben Jakobus ist ein zweiter Patron der Reisenden, St. Christophorus, vorhanden. Die Tür zur Sakristei schmücken einige Dutzend Hufeisen.

### Tourismus
- Stiefenhofen hat sich dem Thema „Kräuter“ verschrieben: Kräuterlandhof, Kräuterführungen, Kräuterküche
- Ski-Langlauf-Loipen
- Durch Genhofen führt der Bayerisch-Schwäbische Jakobusweg
- Durch das Gemeindegebiet führt die ca. 475 Kilometer lange Radrunde Allgäu
- Stiefenhofen liegt am Bodensee-Königssee-Radweg, welcher in Lindau beginnt und zunächst über Hergatz und Röthenbach (Allgäu) nach Stiefenhofen und weiter über Oberstaufen und Immenstadt nach Sonthofen führt.
- Urlaub auf dem Bauernhof

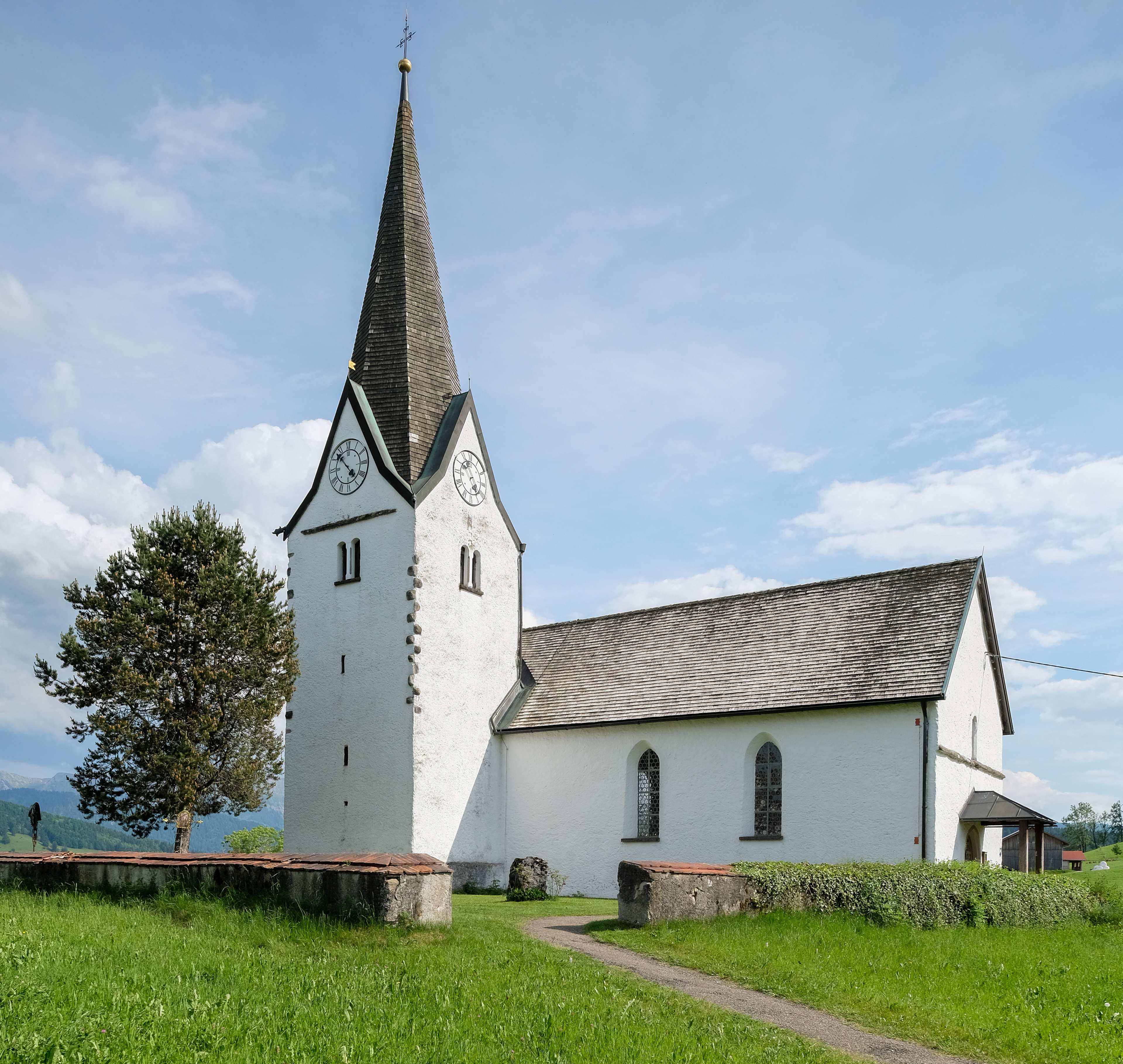
Filialkirche St. Stephanus (genannt Stephanuskapelle) Genhofen
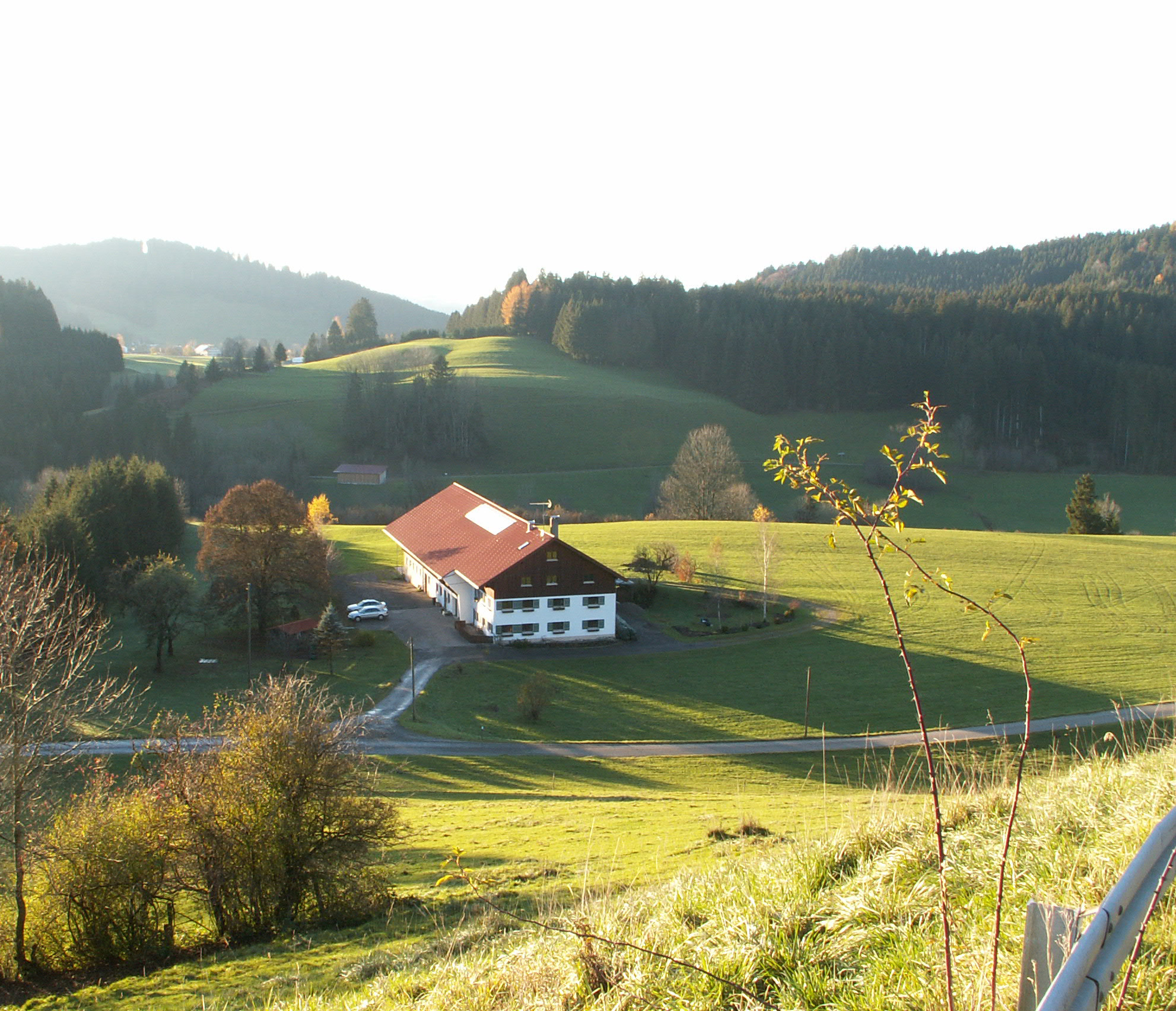
Jungensberg
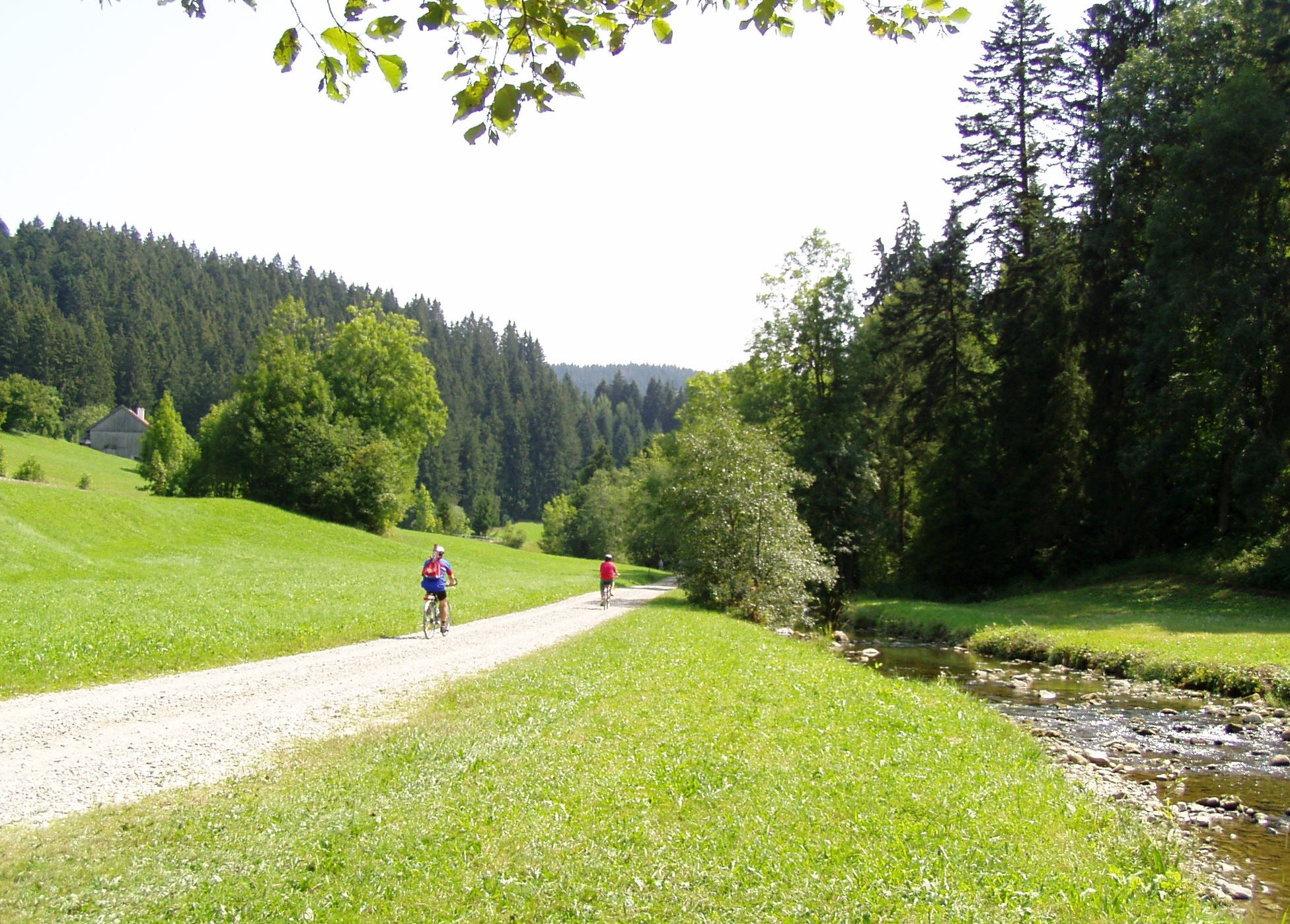
Obere Argen
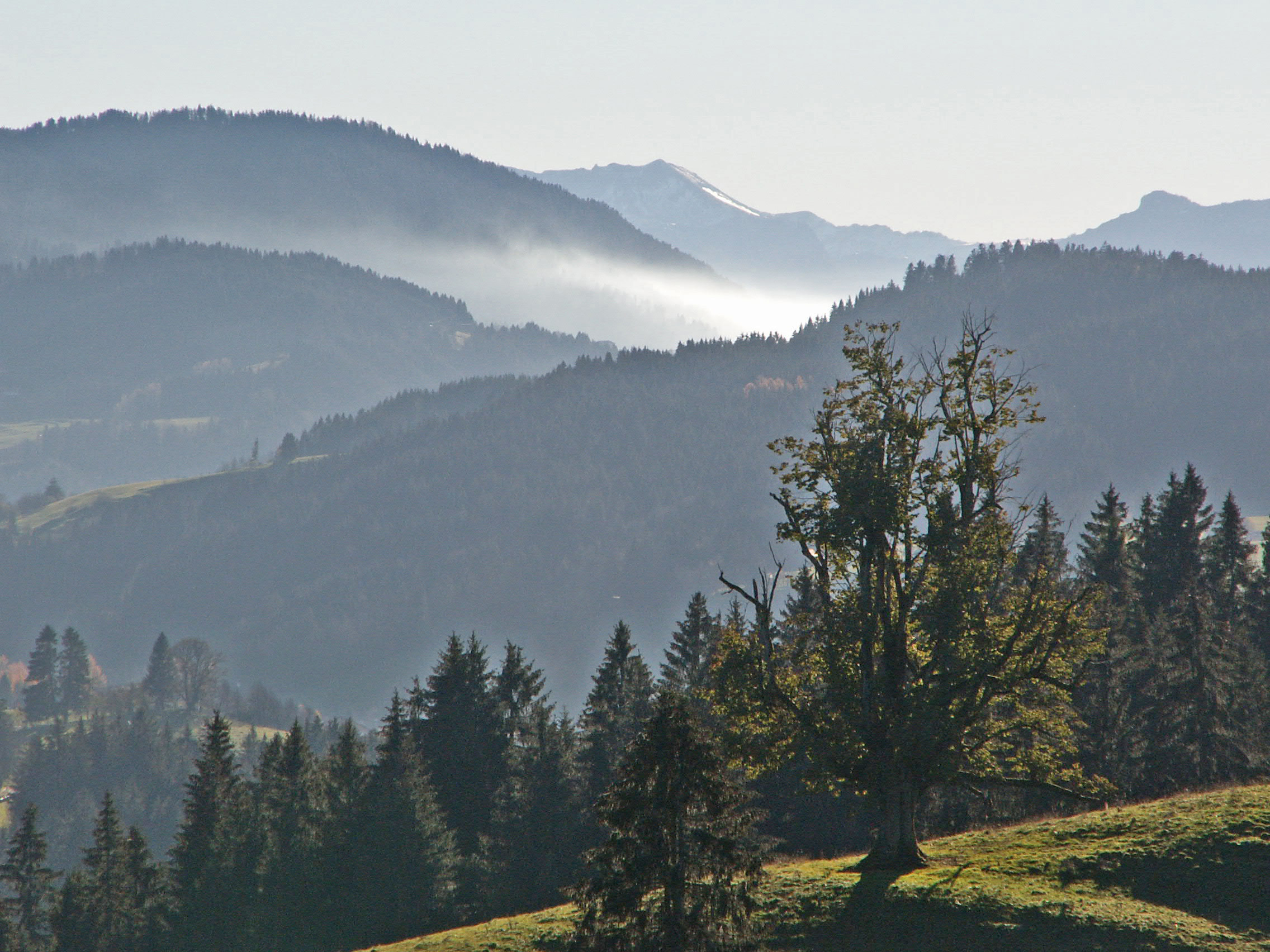
Schwanden
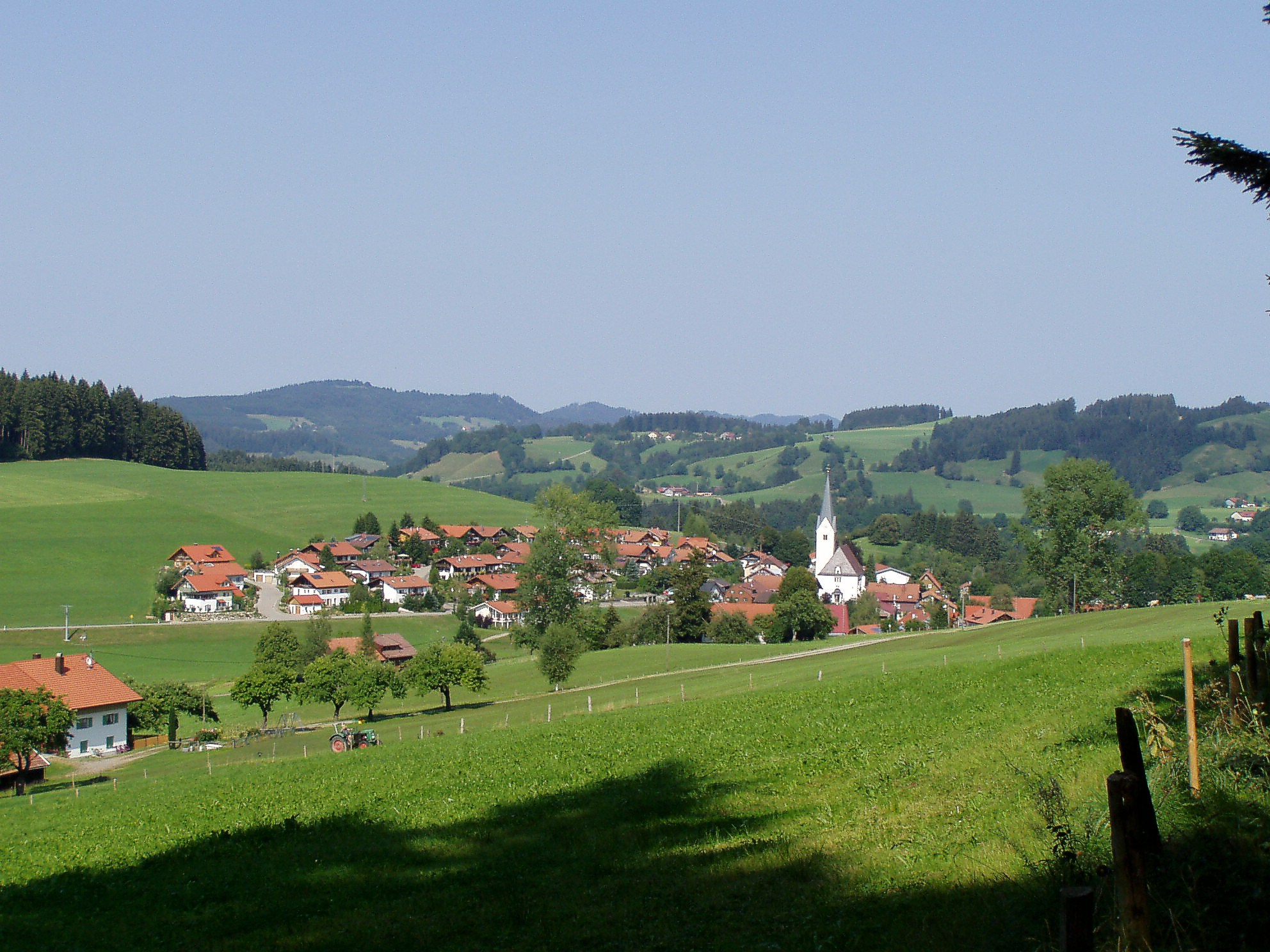
Stiefenhofen von Südwesten
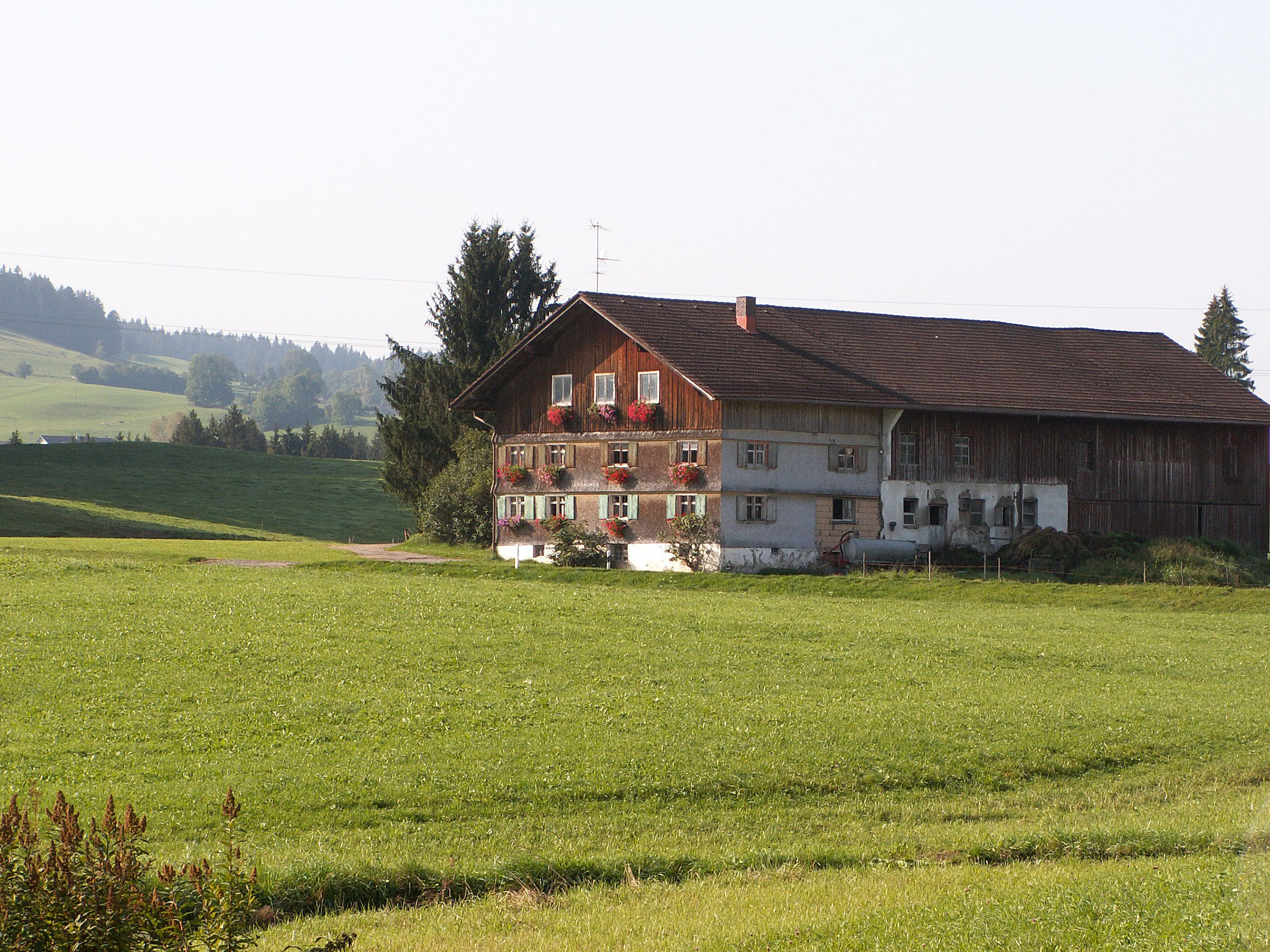
Wolfsried
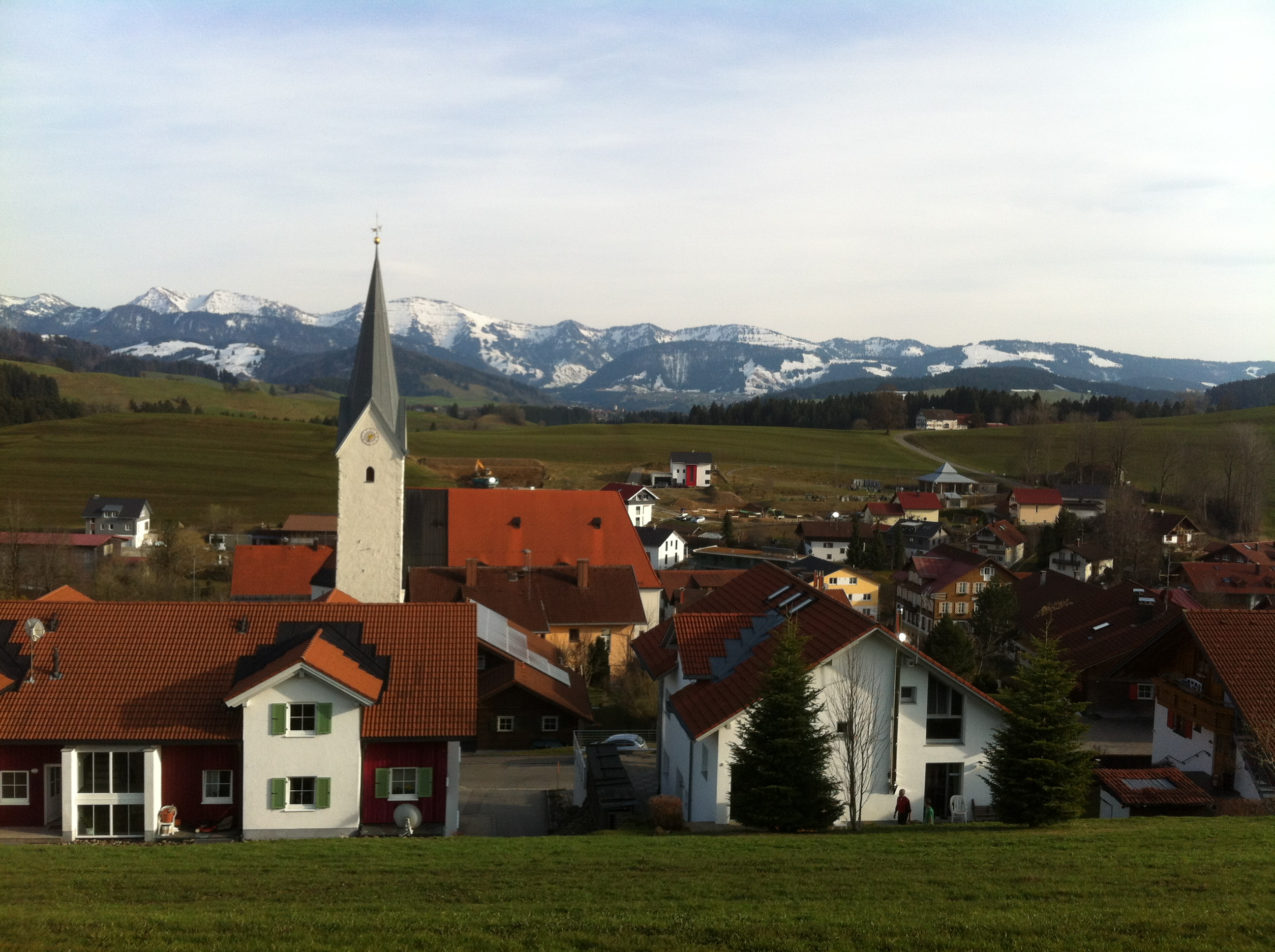
Blick auf Stiefenhofen (2015)

### Sport
Nach der Gründung des Fußballvereins TSV Stiefenhofen im Jahr 1981 spielt die Mannschaft erstmals in ihrer Vereinsgeschichte in der Kreisliga A im Württembergischen Fußballverband.
Die Damenmannschaft, bestehend aus einer Spielgemeinschaft des TSV Stiefenhofen, dem FC Thalkirchdorf und dem FC 07 Immenstadt, spielt aktuell in der Kreisliga Allgäu. In der Saison 2022/23 gelang ihr der Aufstieg in die Bezirksliga Süd.

## Wirtschaft und Infrastruktur

### Wirtschaft einschließlich Land- und Forstwirtschaft
Der amtlichen Statistik zufolge gab es 1998 am Arbeitsort 89 sozialversicherungspflichtig Beschäftigte im produzierenden Gewerbe, aber keine im Bereich Handel und Verkehr. In sonstigen Wirtschaftsbereichen waren am Arbeitsort 80 Personen sozialversicherungspflichtig beschäftigt. insgesamt gab es am Wohnort 562 sozialversicherungspflichtig Beschäftigte. Im verarbeitenden Gewerbe zählte man fünf und im Bauhauptgewerbe acht Betriebe. Zudem bestanden im Jahr 1999 110 landwirtschaftliche Betriebe mit 1966 ha landwirtschaftlich genutzter Grünfläche. Im Jahr 2017 vermeldete die Gemeinde noch 105 landwirtschaftliche Betriebe.

### Bildung
Einrichtungen (Stand: 1999):
- Kindergarten: 50 Kindergartenplätze
- Volksschule: eine mit vier Lehrern und 87 Schülern

## Persönlichkeiten
- Philipp Jakob Heisler (1718–1781), Rechtswissenschaftler
- Gabriele Schwarz-Eckart (1937–1943), Opfer des Holocausts
- Manfred Renn (* 1948), Sprachwissenschaftler
- Karl-Heinz Koberstein (* 1956), Fußballspieler
- Jörg Steinleitner (* 1971), Politiker, Schriftsteller, Journalist und Rechtsanwalt